# Bristol (Nou Hampshire)
Bristol és una població dels Estats Units a l'estat de Nou Hampshire. Segons el cens del 2000 tenia 3.033 habitants.

## Demografia
Segons el cens del 2000, Bristol tenia 3.033 habitants, 1.219 habitatges, i 830 famílies. La densitat de població era de 67,5 habitants per km².
Dels 1.219 habitatges en un 31,3% hi vivien nens de menys de 18 anys, en un 53,3% hi vivien parelles casades, en un 0% dones solteres, i en un 31,9% no eren unitats familiars. En el 24,8% dels habitatges hi vivien persones soles el 9,1% de les quals corresponia a persones de 65 anys o més que vivien soles. El nombre mitjà de persones vivint en cada habitatge era de 2,47 i el nombre mitjà de persones que vivien en cada família era de 2,94.
Per edats la població es repartia de la següent manera: un 24,3% tenia menys de 18 anys, un 7% entre 18 i 24, un 29,9% entre 25 i 44, un 24,6% de 45 a 60 i un 14,2% 65 anys o més.
L'edat mediana era de 38 anys. Per cada 100 dones de 18 o més anys hi havia 91,5 homes.
La renda mediana per habitatge era de 38.032$ i la renda mediana per família de 44.766$. Els homes tenien una renda mediana de 31.088$ mentre que les dones 22.406$. La renda per capita de la població era de 19.807$. Entorn del 5,5% de les famílies i el 6,9% de la població estaven per davall del llindar de pobresa.

## Poblacions més properes
El següent diagrama mostra les poblacions més properes.